# Bias (Landes)
Bias település Franciaországban, Landes megyében. Lakosainak száma 787 fő (2022. január 1.). Bias Mézos, Mimizan és Saint-Julien-en-Born községekkel határos.

## Népesség
A település népességének változása:
| Lakosok száma | 269  | 395  | 505  | 673  | 709  | 696  | 739  | 763  | 766  | 787  |
|               | 1968 | 1982 | 1990 | 2006 | 2013 | 2015 | 2017 | 2019 | 2020 | 2022 |